# Giuseppe Patanè (architecte)
Pour les articles homonymes, voir Patanè.
Giuseppe Patanè est un architecte, né à Genève le 17 février 1922 et mort le 21 mars 2008. Il a reçu le prix ville de Rome 1967 et est l'auteur de nombreux articles d'architecture.